# Quintin Hogg, 2. vikomt Hailsham
Quintin McGarel Hogg, 2. vikomt Hailsham (Quintin McGarel Hogg, 2nd Viscount Hailsham, 2nd Baron Hailsham, 1st Baron Hailsham of Marylebone) (9. října 1907, Londýn, Anglie – 12. října 2001, Londýn, Anglie) byl britský státník a právník, významný představitel Konzervativní strany. V mládí byl poslancem Dolní sněmovny, od konce druhé světové války až do svých osmdesáti let byl členem všech konzervativních vlád, mimo jiné zastával funkce ministra školství nebo námořnictva, ve funkci lorda kancléře (1970–1974 a 1979–1987) se zasloužil o reformu soudnictví. V roce 1950 po otci zdědil titul vikomta a stal se členem Sněmovny lordů. V roce 1963 na dědičné peerství rezignoval a byl znovu členem Dolní sněmovny, v roce 1970 ale znovu získal šlechtický titul a opět přešel do Sněmovny lordů. Svou kariéru zakončil funkcí lorda kancléře ve vládě Margaret Thatcherové, po odchodu z veřejného života získal Podvazkový řád. Uplatnil se mimo jiné jako spisovatel.

## Životopis
Pocházel z původně skotské rodiny, která později podnikala v koloniích. Narodil se jako starší syn právníka a politika Douglase Hogga, 1. vikomta Hailshama. Středoškolské studium absolvoval v Etonu, poté vystudoval v Oxfordu, kde se uplatnil také ve správě univerzity, od roku 1932 působil jako právník. Od mládí se angažoval také v politice, v letech 1938–1950 byl členem Dolní sněmovny za Konzervativní stranu (v doplňovacích volbách byl do parlamentu zvolen za město Oxford), uplatnil se také jako novinář a spisovatel. V parlamentu byl spojencem W. Churchilla, jako důstojník se aktivně zúčastnil druhé světové války, po zranění v roce 1941 se vrátil do Anglie, z armády odešel v hodnosti majora. Před pádem Churchillovy vlády byl v roce 1945 krátce parlamentním tajemníkem na ministerstvu letectva.
V roce 1950 zdědil po otci titul vikomta a vstoupil do Sněmovny lordů, kde se stal předním mluvčím Konzervativní strany. V letech 1956–1957 byl prvním lordem admirality, od roku 1956 též členem Tajné rady, v roce 1957 krátce zastával funkci ministra školství, téhož roku byl jmenován královským justičním radou (Queen's Counsel). V letech 1959–1964 byl ministrem pro vědu a výzkum, souběžně vykonával úřad prezidenta Tajné rady (1959 a 1960–1964) a lorda strážce tajné pečeti (1959–1960). V letech 1960–1963 byl předsedou konzervativců ve Sněmovně lordů a po demisi Harolda Macmillana byl jedním z kandidátů na funkci premiéra, novým předsedou vlády byl ale jmenován Alec Douglas-Home. Quintin Hogg v roce 1963 rezignoval na peerský titul a podstoupil účast v doplňovacích volbách, následně byl znovu řadovým poslancem Dolní sněmovny (1963–1970). Po vítězství konzervativců ve volbách byl v Heathově vládě jmenován lordem kancléřem (1970–1974). V této souvislosti byl povýšen na barona a znovu se stal členem Sněmovny lordů (1970). Ve funkci lorda kancléře se aktivně věnoval reformám v justici, po volbách v roce 1974 oznámil odchod do penze. Po smrti manželky, která zahynula při autonehodě (1978) se ale znovu vrátil do aktivní politiky. Nejprve byl stínovým ministrem bez portfeje, ve vládě Margaret Thatcherové byl znovu lordem kancléřem (1979–1987).
Mimo jiné zastával řadu čestných funkcí, byl rektorem univerzity v Glasgow (1959–1962) a kancléřem univerzity v Buckinghamu. Byl členem Královské společnosti a v roce 1988 získal Podvazkový řád.
Byl třikrát ženatý, s druhou manželkou (1944) Mary Evelyn Martinovou (1919–1978), která zemřela při autonehodě, měl pět dětí. Nejstarší syn Douglas Martin Hogg, 3. vikomt Hailsham (* 1945), byl též významnou osobností Konzervativní strany, byl náměstkem ministra zahraničí (1990–1995) a ministrem zemědělství (1995–1997).